# Jozef Bomba
Jozef Bomba (30. března 1939 Bardejov – 27. října 2005 Košice) byl slovenský fotbalista, obránce. Ligový fotbalista byl i jeho bratr Alojz Bomba.

## Fotbalová kariéra
Hrál za Partizán Bardejov, Tatran Prešov, RH Brno a VSS Košice. V nejvyšší soutěži nastoupil k 280 utkáním, vstřelil 8 branek. S prešovským Tatranem byl druhý v lize (1964/65), hrál finále Československého poháru (1965/66) ale také sestoupil (1965/66). Druhé místo zaznamenal i s VSS Košice (1970/71). Zasáhl do 7 zápasů v evropských pohárech, prvních 5 z nich v PVP (1960/61: 3 / 0 za RH Brno, 1966/67: 2 / 0 za Tatran Prešov) a zbylá 2 utkání v Poháru UEFA (1971/72: 2 / 0 za VSS Košice).
Vicemistr světa 1962 (ve finálovém turnaji nebyl nasazen) odehrál v "A" reprezentaci celkem 13 utkání (1960–1970). Reprezentoval taktéž v B-mužstvu (1959, 2 starty), olympijském výběru (1960, 2 starty), juniorech (1959, 1 start) a v dorostu (1957, 4 starty), dokonce jednou hrál za výběr Evropy, když nastoupil v dresu Evropy proti Skandinávii 20. května 1964 v Kodani.
Kvůli zdravotním problémům musel skončit s aktivní činností, v roce 1989 odešel do invalidního důchodu.

## Ligová bilance
| Ročník                                   | Zápasy | Góly | Klub                |
| ---------------------------------------- | ------ | ---- | ------------------- |
| 1. československá fotbalová liga 1957/58 | 7      | 0    | TJ Tatran Prešov    |
| 1. československá fotbalová liga 1958/59 | 4      | 0    | TJ Tatran Prešov    |
| 1. československá fotbalová liga 1959/60 | 25     | 2    | TJ Rudá hvězda Brno |
| 1. československá fotbalová liga 1960/61 | 13     | 0    | TJ Rudá hvězda Brno |
| 1. československá fotbalová liga 1960/61 | 11     | 1    | TJ Tatran Prešov    |
| 1. československá fotbalová liga 1961/62 | 21     | 0    | TJ Tatran Prešov    |
| 1. československá fotbalová liga 1962/63 | 25     | 1    | TJ Tatran Prešov    |
| 1. československá fotbalová liga 1963/64 | 20     | 0    | TJ Tatran Prešov    |
| 1. československá fotbalová liga 1964/65 | 19     | 1    | TJ Tatran Prešov    |
| 1. československá fotbalová liga 1965/66 | 23     | 2    | TJ Tatran Prešov    |
| 1. československá fotbalová liga 1966/67 | 13     | 1    | TJ VSS Košice       |
| 1. československá fotbalová liga 1967/68 | 16     | 0    | TJ VSS Košice       |
| 1. československá fotbalová liga 1968/69 | 18     | 0    | TJ VSS Košice       |
| 1. československá fotbalová liga 1969/70 | 25     | 0    | TJ VSS Košice       |
| 1. československá fotbalová liga 1970/71 | 28     | 0    | TJ VSS Košice       |
| 1. československá fotbalová liga 1971/72 | 12     | 0    | TJ VSS Košice       |
| LIGA CELKEM                              | 280    | 8    |                     |